# 盛川あきこ
盛川 あきこ（もりかわ あきこ、1988年3月24日 - ）は、日本の元AV女優、元グラビアアイドル。 血液型：AB型。

## 所属事務所
「CoCoプロモーション」 → 「ACE」

## 略歴
- 2008年、「春日なみ」名義でAVデビュー。
- 2009年、所属事務所をACEに移籍。「盛川あきこ」に改名して、着エロ系グラビアモデルとして再デビュー。 並行して2009年の一時期、「四葉っ娘」の芸名でもモデル活動を行なっていた。
- 2011年4月15日発売のDVD『Hot Shot』にて乳首を解禁。続いて、同年6月発売の雑誌『Bejean』8月号にてヘアヌードも披露した。この頃には既に別名義を使って素人もののAVに出演するようにもなっており、同年8月、プレステージから正式に「盛川あきこ」名義でAVデビューした。
- 同年10月リリースのAVをもって引退。

## 人物
- 趣味：買い物、ドライブ。

## 主な出演

### テレビ
- もっこりパラダイス （2009年3月、MONDO21）
- 体育の時間 （2009年10月、スカパー・エンタ!371）
- 召しませランジェリー （2010年3月20日、スカパー・エンタ!371）

### 雑誌
- エンターテイメントDASH （2009年8月、晋遊舎）
- SPA! （2009年8月11日号、扶桑社）
- Chuッ スペシャル （2009年12月号、ワニマガジン社）
- エキサイター （2009年11月、インフォレスト）
- Chuッ （2010年8月号、ワニマガジン社）
- ENJOY MAX （2011年4月号、笠倉出版社）
乾あいとの共演掲載。 撮影日は2011年2月15日。
- Bejean （2011年8月号、ジーオーティー）
- 週刊実話 （2011年8月11日号、日本ジャーナル出版）

### イベント
- 春日なみ名義での撮影会 （2008年3月9日、主催：アミーゴ!）
- 春日なみ名義での撮影会 （2008年10月24日、主催：ミルキースマイル）
- Shibuya GIRLS EXPO Vol.4 （2009年8月16日、渋谷・J-POP CAFE「J-ATRIUM FLOOR」）
- ドカント8周年100号記念だヨ! 全員集合 ～感謝祭～!!
（第1部。2010年12月25日、池袋・らいぶはうすの鈴ん小屋）
- 盛川あきこ × WEEKDAY × PRESTIGE （2011年9月22日、ラムタラMEDIA WORLD AKIBA）

### WEB
盛川あきこ名義
- アイドルグラビアDX （2009年4月）
- GIRLS HIGH （2009年6月）
- デスクトップギャルコレクション （2010年1月）
- キラカワプリンセス （2010年）

四葉っ娘名義
- 水中アイドル学園オリジナルビデオ 4 （2009年4月25日。DVDでも販売）
- 水中アイドル学園オリジナルビデオ 6 （2009年8月2日。DVDでも販売）

亜希子名義
- シロウトTV 素人AV体験撮影 233 （2011年7月30日、MGS動画） アダルト動画

### モバイルサイト
- スーパーナイスボディー （2009年5月）
- 角川モバイル 動く!写真集 （2009年6月）
- スコラ激セクシー （2009年6月）

## DVD

### 「春日なみ」名義 (アダルトDVD)
- REAL MIX FIGHT VOL.3 （2008年12月12日、アキバコム制作部） 乙音るいとの共演作
- プロレズリングNEO vol.3 （2008年12月12日、バトル） 乙音るいとの共演作
- プロスタイルミックスNEO vol.02 （2008年12月26日、バトル） 乙音るいとの共演作
- 素人ハレン恥野球拳 勝てば賞金 負ければ罰ゲーム!! 2 （2009年2月5日、ヒビノ）
- ロング手袋痴女 2 （2009年2月6日、G LOVE）
- 首絞めレズレイプ vol.2 （2011年2月18日になってリリース、アキバコム制作部） 青木レイとの共演作
- この他にもまだオムニバスの素人物に数本出演。

### 「盛川あきこ」名義 (イメージDVD)
- BOOTS PRINCESS Vol.1 （2009年3月27日、スーパーソニックサテライツ）
- アイドルハンター 盛川あきこ編 （2009年4月24日、スーパーソニックサテライツ）
- アイドル To SHAMPOO 02 （2009年5月1日、スーパーソニックサテライツ）
- GOKUSHO School （2009年5月7日、ベガファクトリー）
- VALKYRIE PROSTYLE IDOL FIGHTING vol.3 （2009年6月19日、スーパーソニックサテライツ） 川瀬梨沙との共演作
- VOLTAGE-X （2009年9月29日、マーレーインターナショナル）
- 初濡れ （2009年11月25日、コンセント）
- Shall We Akiko? （2010年1月29日、オルスタックピクチャーズ、パオソフト）
- Real Venus （2010年4月10日、ベガファクトリー）
- 可憐少女 （2010年6月4日、ビーエムドットスリー）
- 衝撃ヌーディーフロント （2010年8月22日、イー・マーケティング）
- ゲキ着!IDOL 盛川あきこ （2010年12月7日、グラマラスキャンディ）
- MUGEN性的妄想シャングリラ （2011年2月26日、MUGEN (06-眩)）
- Hot Shot （2011年4月15日、心交社）

### 「四葉っ娘」名義 (イメージDVD)
- 四葉っ娘 （2009年4月20日、デジマーケット）
- 水中アイドル学園オリジナルビデオ　四葉っ娘水中シーン
（全7作。Vol.1 - Vol.4：2009年4月25日、Vol.5 - Vol.7：同年8月8日、デジマーケット）
- 四葉っ娘Ⅱ （2009年8月、デジマーケット）

### 「盛川あきこ」時代 (アダルトDVD)
- 顔出し素人娘を下着チェックからSEXまで口説きます!! 10 （2011年4月7日、SODクリエイト）
- 女監督ハルナの素人レズナンパ 52 （2011年6月20日、ピーターズ） 「あや」名義。大槻ひびきと共演。
- 絶対的美少女、お貸しします。ACT.09 （2011年8月2日、プレステージ）
- 大人の卑猥な健康診断!＋ドスケベ身体測定! OL&JK 大人の階段登る 2枚組SP! （2011年8月20日、Hunter） OL編に出演
- NEW REC CASE-11「絶対的美少女の処世術」録画中 （2011年9月22日、プレステージ）
- 君は、あやつり肉人形 （2011年10月20日、プレステージ）

## デジタル写真集
- GIRLS TRAIN （2009年12月11日、動画付写真集、CD-ROM版も有り）
- 盛川あきこデジタル写真集 Vol.01 『美少女画報 アイドルfile 〜 Sweet Body』
（撮影：郡司大地。2010年1月、pad inc.,。2013年2月27日にラビリンスより再発売）
- 盛川あきこデジタル写真集 Vol.02 『エロエロ!アイドル通信』 （撮影：郡司大地、2010年2月、ピンク倶楽部）
- 聖女学園ヌレ少女 （2013年12月27日、アイロゴス）
- 街で見かけた美女をナンパしてみました。 盛川あきこ （2014年9月23日、Mellow Tone Books）
- 激ヤバッ!! あぶないグラドル 盛川あきこ 〜GIRIGIRI〜　（2014年11月21日、五百十）
- 【ロリカワこれくしょん】盛川あきこ ぷるっと桃尻姫 （撮影：郡司大地、2014年12月26日、Milkyway）